# Mirco Born
Mirco Born (Haren, 28 juni 1994) is een Duits voetballer die als aanvaller speelt.

## Clubcarrière
Born speelde in zijn jeugd voor VFL Rütenbrock en SV Meppen en kwam in 2008 in de jeugdopleiding van FC Twente terecht. In seizoen 2010/11 speelde Born als 16-jarige in de A1 van de Academie. In 22 officiële wedstrijden scoorde hij dat seizoen negen doelpunten en hij eindigde op een derde plaats in de verkiezing voor de beste jeugdspeler.
In seizoen 2012/13 draaide Born mee in de voorbereiding van het eerste elftal. Op 12 juli 2012 debuteerde hij voor de club in de Europa League. Op 2 september debuteerde hij ook in de eredivisie in de thuiswedstrijd tegen VVV-Venlo. Hij speelde in totaal vier officiële wedstrijden voor FC Twente; twee Europese wedstrijden, één keer in de Eredivisie en één keer in het toernooi om de KNVB Beker. In het seizoen 2013/14 kwam hij met Jong FC Twente uit in de Eerste divisie. In januari 2014 werd hij tot het einde van het seizoen verhuurd aan FC Viktoria Köln 1904 dat uitkomt in de Regionalliga West. In de zomer van 2014 verruilde hij Twente voor Hertha BSC. Hij werd bij de selectie van Hertha BSC II, dat uitkomt in de Regionalliga Nordost, gevoegd. In 2015 ging hij naar SV Meppen.

## Interlandcarrière
Nadat Born acht wedstrijden voor Duitsland onder 16 had gespeeld en daarin driemaal doel trof, werd hij eind 2010 voor het eerst geselecteerd voor Duitsland onder 17. In de zomer van 2011 nam hij met dat elftal deel aan het WK onder 17 in Mexico. Born speelde daar met rugnummer 7. Hoewel hij in de eerste groepswedstrijd een basisplaats had, kreeg hij in het verloop van het toernooi weinig speeltijd. Duitsland eindigde als derde.

## Statistieken
| Seizoen         | Club                    | Competitie                 | Competitie | Competitie | Beker | Beker | Europees | Europees | Overig | Overig | Totaal | Totaal |
| Seizoen         | Club                    | Competitie                 | Wed.       | Dlp.       | Wed.  | Dlp.  | Wed.     | Dlp.     | Wed.   | Dlp.   | Wed.   | Dlp.   |
| --------------- | ----------------------- | -------------------------- | ---------- | ---------- | ----- | ----- | -------- | -------- | ------ | ------ | ------ | ------ |
| 2012/13         | FC Twente               | Eredivisie                 | 1          | 0          | 1     | 0     | 2        | 0        | —      | —      | 4      | 0      |
| 2013/14         | Jong FC Twente          | Eerste divisie             | 9          | 1          | —     | —     | —        | —        | —      | —      | 9      | 1      |
| 2013/14         | → FC Viktoria Köln 1904 | Regionalliga West          | 13         | 0          | —     | —     | —        | —        | —      | —      | 13     | 0      |
| 2014/15         | Hertha BSC II           | Regionalliga Nordost       | 22         | 5          | —     | —     | —        | —        | —      | —      | 22     | 5      |
| 2015/16         | SV Meppen               | Regionalliga Nord          | 23         | 5          | 2     | 0     | —        | —        | —      | —      | 25     | 5      |
| 2016/17         | SV Meppen               | Regionalliga Nord          | 33         | 11         | 2     | 0     | —        | —        | —      | —      | 35     | 11     |
| 2017/18         | SV Sandhausen           | 2.Bundesliga               | 0          | 0          | 0     | 0     | —        | —        | —      | —      | 0      | 0      |
| 2017/18         | SV Sandhausen II        | Oberliga Baden-Württemberg | 11         | 5          | 0     | 0     | —        | —        | —      | —      | 11     | 5      |
| Carrière totaal | Carrière totaal         | Carrière totaal            | 112        | 27         | 5     | 0     | 2        | 0        | 0      | 0      | 119    | 27     |

Laatste update: 1 augustus 2014